# Svatý Hubert

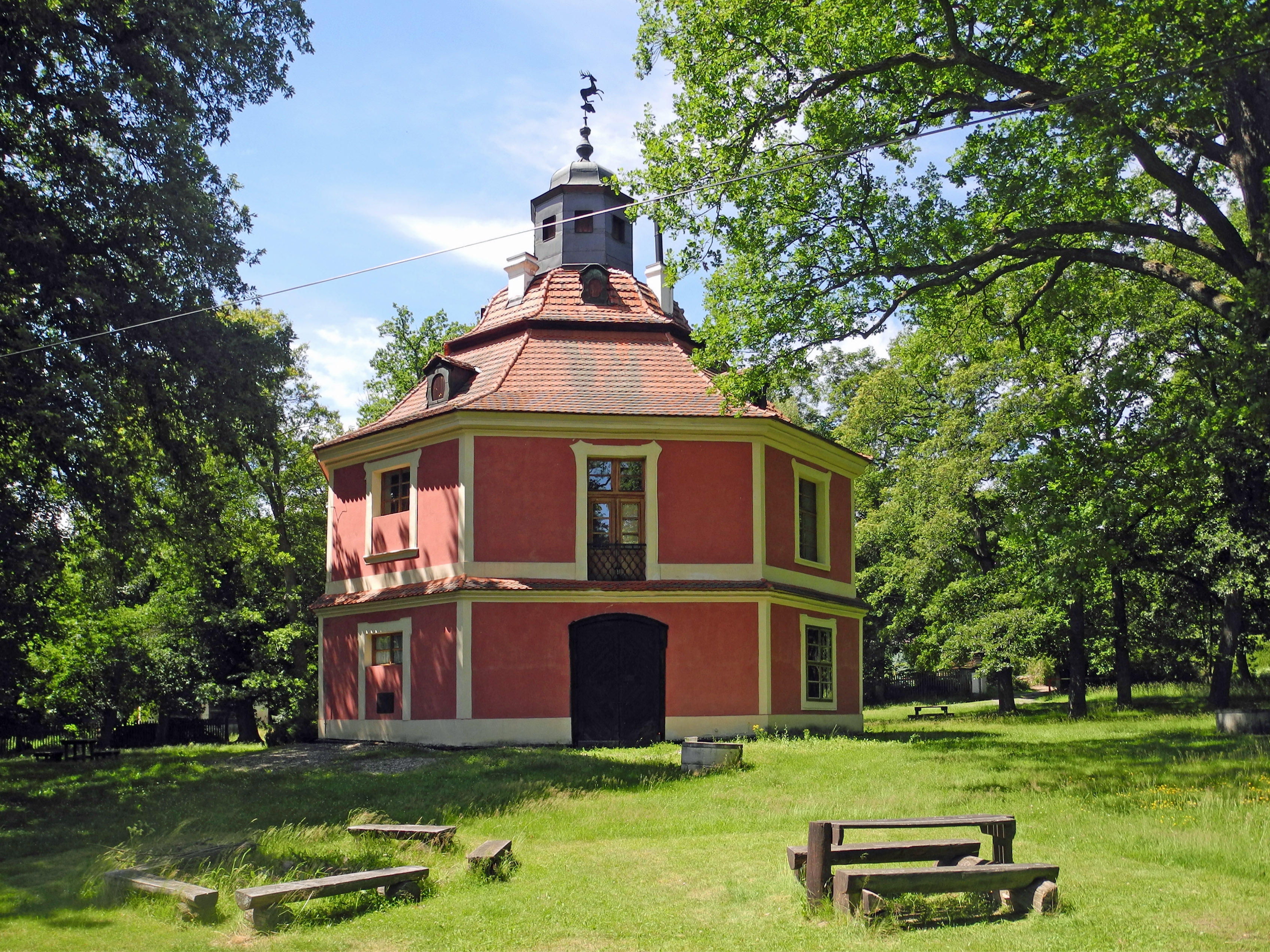
Jagdschloss Hubertiwald

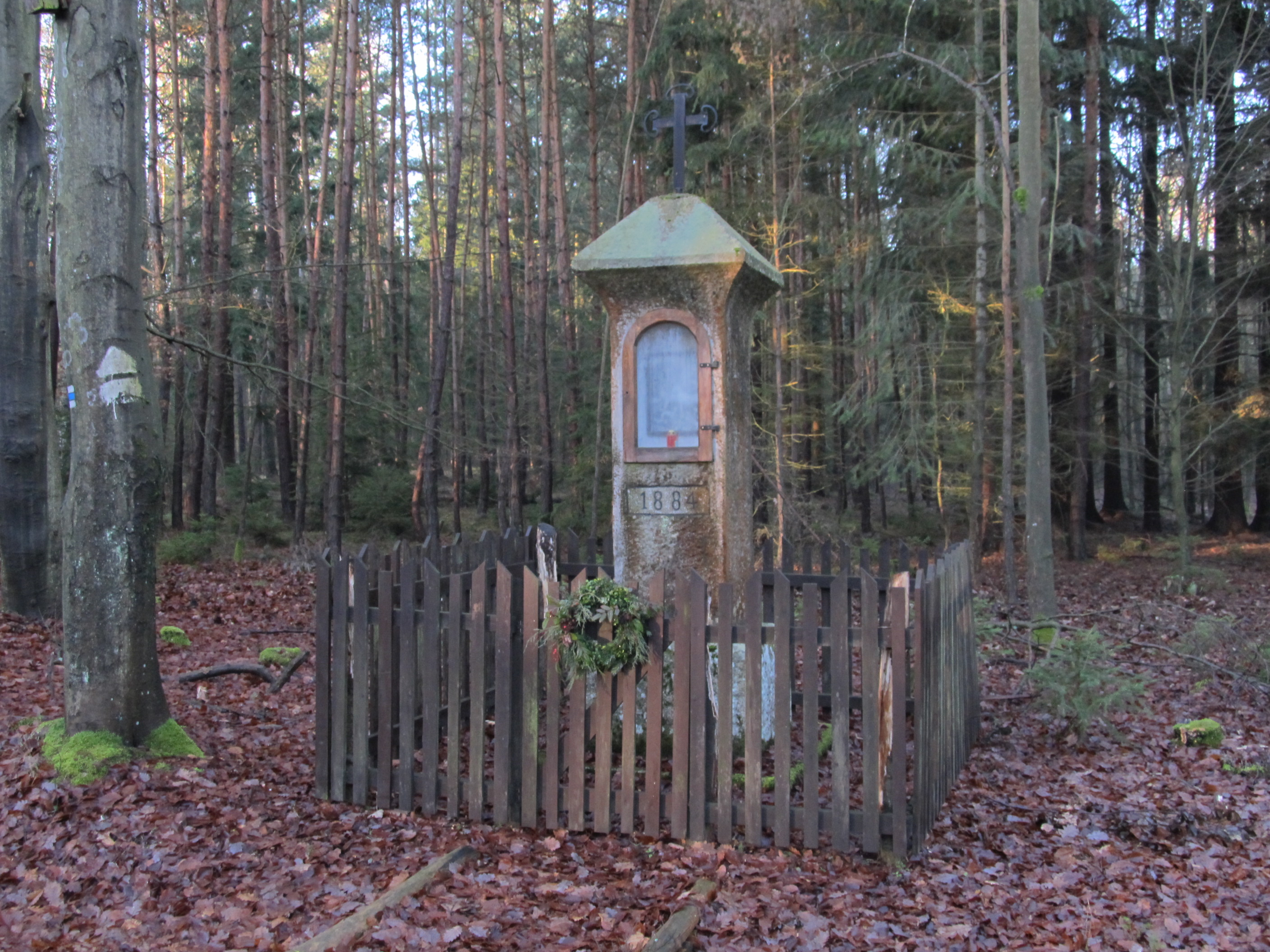
Bildstock des hl. Hubertus

Svatý Hubert (deutsch Sankt Hubert) ist ein Ortsteil der Gemeinde Drahouš (Drahuschen) in Tschechien. Er liegt viereinhalb Kilometer südöstlich von Jesenice (Jechnitz) und gehört zum Okres Rakovník.

## Geographie
Die aus dem Jagdschloss Hubertiwald und einigen Nebengebäuden bestehende Rotte Svatý Hubert befindet sich auf dem Gebiet des Naturparks Jesenicko in der Rakovnická pahorkatina (Rakonitzer Hügelland). Svatý Hubert liegt über der Quellgrund eines rechten Zuflusses zur Javornice im Zentrum des Hubertuswaldes. Gegen Südosten liegt der Čočkův rybník (Tschetschkateich). Anderthalb Kilometer westlich entspringt der Rakovnický potok. Nordöstlich erhebt sich der Obecní vrch (Gemeindeberg; 589 m n.m.), im Südwesten der Chlum (Butterhübel; 590 m n.m.) und der Přívraty (Talikenberg; 594 m n.m.), westlich die Lednice (Eiskeller; 593 m n.m.) sowie im Nordwesten der Plavečký vrch (Plawetschberg; 603 m n.m.).
Nachbarorte sind Kosobody (Gossawoda) im Norden, Soseň (Sossen) und Klečetné (Kletscheding) im Nordosten, Hůrky (Bergwerk), Hokovské Domky (Hokauer Häuseln) und Velká Chmelištná (Groß Chmelischen) im Osten, Zdeslav (Deslawen), Pod Pískovnou und Zdeslavský Dvůr (Deslawener Hof) im Südosten, Smrk und Zelený Důl (Grünthal) im Süden, Lhota (Welhoten), Otěvěky (Nedowitz) und Žďár (Schaar) im Südwesten, Tlestky (Tlesko) im Westen sowie Drahouš, Plaveč (Plawitsch) und Račí Hrad im Nordwesten.

## Geschichte
Der Hubertuswald gehörte seit 1623 den Grafen Czernin von und zu Chudenitz und war Teil der Herrschaft Petersburg. Er wurde als herrschaftlicher Tiergarten genutzt. Zu Beginn des 18. Jahrhunderts ließen die Grafen Czernin am Schnittpunkt von vier sich kreuzenden Wegen ein Jagdschloss mit oktogonalem Grundriss anlegen. Am 21. Dezember 1731 verwüstete ein schwerer Wintersturm den Hubertuswald. Zum Ende des 18. Jahrhunderts war der weiträumige Tiergarten aufgehoben.
Im Jahre 1846 bestand die im Saazer Kreis gelegene und nach Chmeleschen konskribierte Ansiedlung Hubertiwald  aus dem herrschaftlichen Jagdschloss Hubertischloss mit einer Kapelle des hl. Wolfgang, drei Dominikalhäusern und einem Jägerhaus. Pfarr- und Schulort war Chmeleschen. Bis zur Mitte des 19. Jahrhunderts blieb Chmeleschen zur Fideikommiss-Herrschaft Petersburg untertänig.
Nach der Aufhebung der Patrimonialherrschaften bildete Hubertiwald ab 1850 einen Ortsteil der Gemeinde Drahuschen / Drahouš im Gerichtsbezirk Jechnitz. Ab 1868 gehörte Hubertiwald zum Bezirk Podersam. Im Jahre 1869 bestand die Rotte aus sechs Häusern und hatte 47 Einwohner. Seit den 1870er Jahren wurde der Ortsteil als St. Huberti bzw. Svatý Hubert bezeichnet. Während eines Unwetters traf 1872 ein Blitz die 500-jährige Tanne im Hubertuswald, wodurch der Baum abstarb. 1880 lebten 58 Personen in St. Huberti, dies ist die höchste Einwohnerzahl in der Ortsgeschichte. Im Jahre 1900 hatte St. Huberti zehn Einwohner, 1910 waren es neun. Der Weiler bestand aus dem Schloss und sieben Häusern mit Wohnungen für die Forstbeamten und Arbeiter; seine Fluren umfassten ausschließlich Wald.
Nach dem Ersten Weltkrieg zerfiel der Vielvölkerstaat Österreich-Ungarn, St. Huberti wurde 1918 Teil der neu gebildeten Tschechoslowakischen Republik. Beim Zensus von 1921 lebten in den vier Häusern von St. Huberti zehn Personen, davon neun Deutsche und ein Tscheche. Der deutsche Ortsname wurde in den 1920er Jahren in Sankt Hubert abgeändert. 1930 lebten in den vier Häusern von Sankt Hubert 15 Personen. Nach dem Münchner Abkommen wurde Sankt Hubert im Oktober 1938 dem Deutschen Reich zugeschlagen und gehörte bis 1945 zum Landkreis Podersam. Nach dem Ende des Zweiten Weltkrieges kam Svatý Hubert zur wiedererrichteten Tschechoslowakei zurück. Die Grafen Czernin wurden 1945 enteignet. Nach der Aussiedlung der meisten deutschen Bewohner wurde die Häusergruppe mit Tschechen wiederbesiedelt. 1950 lebten in den drei Häusern von Svatý Hubert acht Personen. Bei der Gebietsreform von 1960 wurde Svatý Hubert dem Okres Rakovník zugeordnet. Am 1. Januar 1976 erfolgte die Eingemeindung nach Jesenice. Beim Zensus von 1991 lebten in den zwei Häusern von Svatý Hubert acht Personen. Seit dem 1. Januar 1993 gehört Svatý Hubert wieder zur Gemeinde Drahouš. 2011 hatte der Ortsteil vier Einwohner und bestand wiederum aus zwei Wohnhäusern.

## Ortsgliederung
Der Ortsteil Svatý Hubert ist Teil des Katastralbezirkes Drahouš. Zu Svatý Hubert gehört ein Anteil von Plaveč (Plawitsch).

## Sehenswürdigkeiten
- Jagdschloss Hubertiwald
- Plawitscher Lusthaus
- Burgstall Smrk, südöstlich im Wald unweit des Čočkův rybník
- Bildstock des hl. Hubertus, geschaffen 1884, am Weg nach Smrk
- Naturdenkmal Prameny Javornice, Moor an der Quelle der Javornice an der östlichen Gemarkungsgrenze

## Söhne und Töchter des Ortes
- Josef Rank (1833–1912), tschechischer Lexikograph und Archivar